# Thomas Menino
Thomas Michael Menino (ur. 27 grudnia 1942, zm. 30 października 2014) – burmistrz Bostonu w stanie Massachusetts w USA. Pierwszy burmistrz tego miasta pochodzenia włoskiego, także najdłużej sprawujący ten urząd w historii.

## Życiorys
Urodził się w bostońskiej dzielnicy Hyde Park. Był absolwentem Chamberlayne Junior College oraz University of Massachusetts. Przed objęciem urzędu był przez dziewięć lat członkiem Rady Miasta. Thomas M. Menino urząd burmistrza sprawował przez pięć kadencji (1993–2014), o szóstą kadencję nie ubiegał się.